# Bándy Miklós
Bándy Miklós, született Neumann, külföldön Nicolas Baudy (Marosvásárhely, 1904. augusztus 21. – Párizs, 1971. szeptember 26.) magyar származású francia író, újságíró.

## Élete
Tanulmányait Bécsben és Berlinben végezte. 1922 és 1929 között Párizsban dolgozott újságíróként. 1930-ban Berlinben Németország Kommunista Pártjának tagjaként Willi Münzenberg munkatársa volt. 1934-ben a Fasizmus és Háború Ellenes Világbizottság tagja lett. Ugyanebben az évben megbízást kapott a Kominterntől, hogy szerezze meg a Reichstag felgyújtásáért felelősnek tartott Dimitrov elleni vádiratot. 1934 és 1936 között baloldali francia lapok és a Pester Lloyd moszkvai tudósítója, az Izvesztyija belső munkatársa volt. A koncepciós perek hatására szakított a párttal és végleg Párizsban telepedett le. A második világháború alatt belépett a Francia Idegenlégióba, azonban a németek elfogták és egy táborba (Stalag II.) internálták. Miután sikerült megszöknie, az ellenállási mozgalomban harcolt. 1949 és 1963 között az Évidences című zsidó folyóirat alapító-főszerkesztője volt. Fő érdeklődési területe a marxizmus, a kommunizmus és a zsidóság története. Írásait az Irodalmi Újság, a Preuves és a Forum közölte.

## Főbb művei
- Lepiano d'arlequin (regény, Paris, 1946)
- Les moissons du désert. La première année d'Israel (tanulmány, Paris, 1949)
- ĽInnocent cavalier (regény, Paris, 1956)
- Jeunesse d'octobre (1957)
- Les Crénaux de Weimar (regény, Paris, 1961)
- Les grandes questions juives (tanulmány, Paris, 1965, 1968)
- Le Marxisme. Lecentenairedu „Capital” (tanulmány, Paris, 1967)
- Le Marxisme hier et aujour ďhui (tanulmány, Paris, 1974)